# Karl-Josef Fischer
Karl-Josef Fischer, auch Carl-Josef (* 14. März 1904 in Graz; † 1. November 1992 ebenda) war ein österreichischer SS-Hauptsturmführer und Lagerarzt im KZ Auschwitz.

## Leben
Karl-Josef Fischer war Sohn eines praktischen Arztes. Von 1922 bis 1928 studierte er Medizin an der Universität Graz. Seit 1922 gehörte er der Akademischen Burschenschaft Allemannia Graz an. Am 12. Mai 1928 erhielt er die Approbation und wurde darauf zum Dr. med. promoviert. Von 1927 bis 1932 studierte er parallel Jura. Am 20. Juli 1932 erhielt er auch die Approbation und wurde zum Dr. jur. promoviert. Im Februar 1938 trat er der NSDAP bei. Nach Beginn des Zweiten Weltkrieges wurde er am 22. November 1939 in die Waffen-SS berufen (SS-Nummer 324.601). Nach Einberufung zur Waffen-SS war er in der SS-Lazarettabteilung Hohenlychen tätig. Vom 17. Oktober bis 27. November 1940 war er Lagerarzt in KZ Auschwitz. Ab dem 1. Dezember 1940 bis zum 15. Februar 1941 war er als Truppenarzt bei der SS-Nachrichtenersatzabteilung in Unna und zwischen dem 15. Februar und dem 20. November 1941 als Arzt im SS-Lazarett in Prag und anschließend im SS-Lazarett in Wien tätig. Vom 25. November 1941 bis zum 25. Februar 1942 war er als SS-Lagerarzt auf der Chirurgischen Abteilung in das KZ Sachsenhausen tätig. Laut Rudi Wunderlich war er unter den Lagerinsassen als der „Schnippler“ gefürchtet. Vom 25. Februar bis zum 18. März 1942 war er Truppenarzt in der 2. Sanitätskompanie zur 6. SS-Gebirgsdivision „Nord“. Im Anschluss wurde er bis zum 23. Dezember 1944 als Zugführer zum 1. Zug des Feldlazaretts der 4. SS-Polizeipanzergrenadierdivision versetzt.
Nach dem Krieg geriet er in der Gegend von Salzburg in amerikanische Kriegsgefangenschaft, in der er bis zum Sommer 1947 verblieb. Zwischen 1948 und 1951 war er in Gmunden, Linz und Graz inhaftiert. Nach der Entlassung arbeitete er als Arzt in Graz. Am 13. Dezember 1972 verweigerte er in einer Vernehmung die Beantwortung einzelner Fragen. Am Ende der Zeugenvernehmung steht: „Der Zeuge verweigerte ohne Angabe von Gründen die Unterschrift.“